# کروم بیبیشکوف
کروم بیبیشکوف (بلغاری: Крум Георгиев Бибишков؛ زادهٔ ۲ سپتامبر ۱۹۸۲) بازیکن فوتبال اهل بلغارستان است.
از باشگاه‌هایی که در آن بازی کرده است می‌توان به باشگاه فوتبال پنافیل، باشگاه فوتبال بایرن مونیخ ۲، باشگاه فوتبال لیتکس لووچ، باشگاه فوتبال لفسکی صوفیه، باشگاه ورزشی ماریتیمو، باشگاه فوتبال آکادمیکا، باشگاه فوتبال لوکوموتیو صوفیه، و باشگاه فوتبال استوا بخارست اشاره کرد.
وی همچنین در تیم‌های ملی فوتبال زیر ۲۱ سال بلغارستان و بلغارستان بازی کرده است.